# 오모테산도 힐스

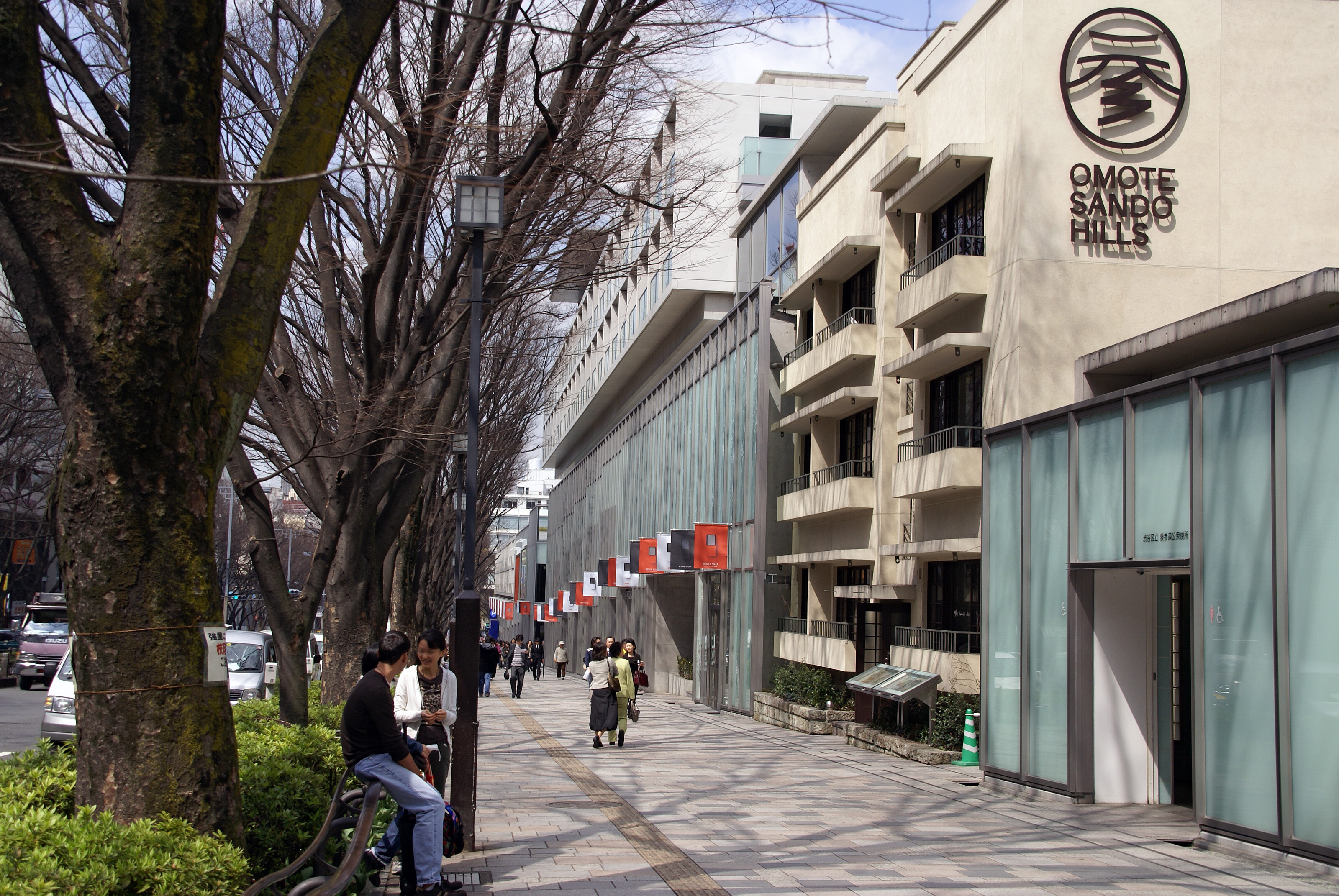
오모테산도 힐스 앞

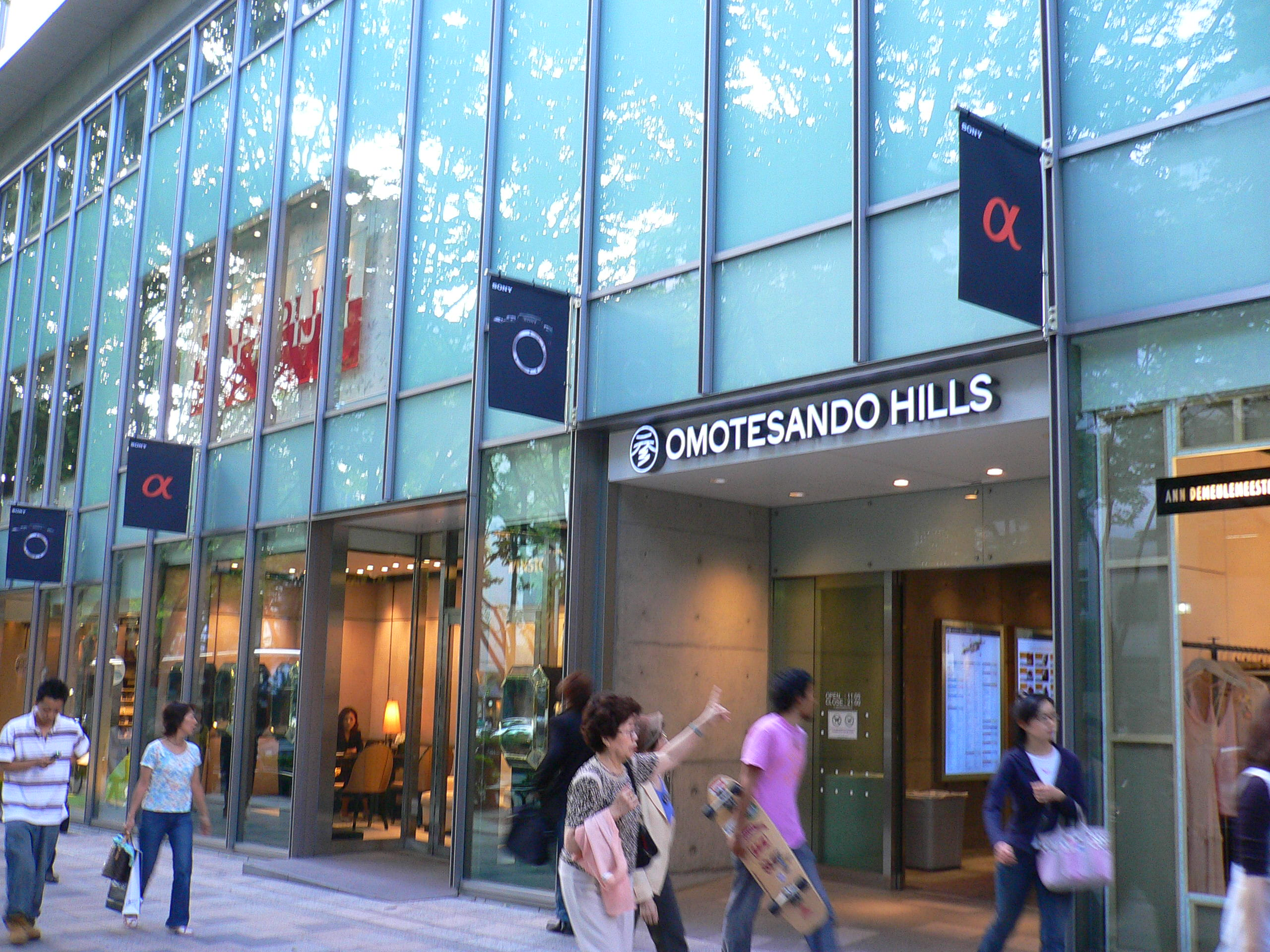
오모테산도 힐스

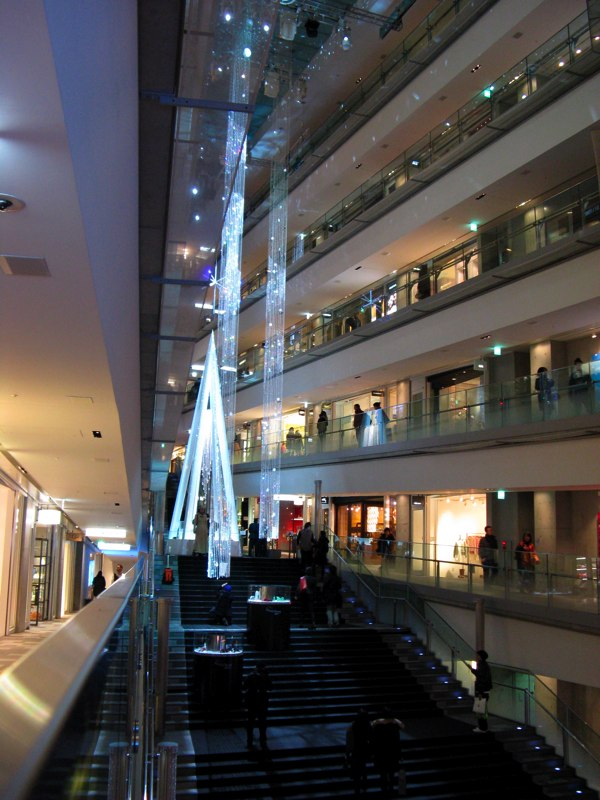
크리스마스 때의 오모테산도 힐스 내부

오모테산도 힐스(일본어: 表参道ヒルズ 오모테산도히루즈[*], Omotesando Hills)는 도쿄 시부야구에 위치한 쇼핑몰이다. 2005년에 모리 건설에 의한 일련의 도쿄 도시 개발로 세워졌다. 유명한 쇼핑가로 종종 '도쿄의 샹젤리제'로 불리는 오모테산도에 250m길이로 세워져있다. 안도 타다오에 의해 설계되었고 2006년 12월 현재 105개의 넘는 상점과 38호의 주거를 포함하고 있다. 182대의 차와 35대의 오토바이를 수용할 수 있는 주차 시설이 있다. 전시설의 면적은 33,916m2이고 점포의 면적은 9,959m2이다.
3억 3천만 달러의 비용이 든 오모테산도 힐스의 건설은 논란의 대상이 되었다. 건물은 1923년 관동 대지진 이후 1927년에 세워진 바우하우스식 도준카이 아오야마 아파트를 대체하게 되었다. 아파트의 파괴는 일본의 역사적인 건물의 보존에 대한 의문을 제기하게끔 하였다. 오래된 건물의 일부가 새로운 단지의 남동쪽 부분에 재건되었다.